# José Bezerra da Silva
Bezerra da Silva, właśc. José Bezerra da Silva (ur. 9 marca 1927 w Recife, zm. 17 stycznia 2005 w Rio de Janeiro) brazylijski muzyk, przedstawiciel samby.

## Życiorys
Urodzony w Brazylii w Recife, stolicy w północno-wschodniego stanu Pernambuco, w wieku 15 lat wyjechał za pracą do Rio de Janeiro jako pasażer na gapę statku towarowego. Zamieszkał w dzielnicy slumsów – Morro do Cantagalo. Pracował jako robotnik fizyczny na budowach, a w wolnym czasie zajmował się muzyką w miejscowej szkole samby.
W latach 50. zaczął występować już zawodowo w programach radiowych i klubach nocnych, a jego zachrypły głos stawał się coraz szerzej znany. Jednak dopiero w 1969 r. wydał pierwszy singel sygnowany własnym nazwiskiem. W 1975 udało mu się wydać kompletną płytę "O Rei do Coco" ("Król Coco") utrzymaną w tradycyjnych tanecznych rytmach północnej Brazylii. W sumie wydał 27 albumów.

## Twórczość
Był jednym z najbardziej rozpoznawanych, barwnych i kontrowersyjnych muzyków Brazylijskich. Wylansował image złego chłopca, brazylijskiego macho – gardzącego pracą "malandro". W swoich tekstach piosenek pełnych ironii i krytycyzmu, Bazerra da Silva opowiadał o narkotykowych bossach, o przestępcach rządzących chaotycznie rozrastającymi się slumsami. Poruszał problemy społeczne i polityczne, krytykował wszechobecną korupcję wśród klasy politycznej, brutalność i niesprawiedliwość władzy i policji. Stał się znaczącym głosem brazylijskiej biedoty.
Krytycy jego twórczości muzykę którą tworzył nazwali "sambandido" (sambą bandytów), będącą odpowiednikiem amerykańskiego gangsta rapu.

## Dyskografia
- "O Rei do Coco" (1975)
- "O Rei Do Coco, v.2" (1976)
- "Partido Alto Nota 10" (Bezerra Da Silva & Genaro) (1977)
- "Partido Alto Nota 10, v.2: Bezerra Da Silva E Seus Convidados" (1979)
- "Partido Alto Nota 10, v.3" (Bezerra Da Silva & Rey Jordao) (1980)
- "Partido Muito Alto" (1980)
- "Samba Partido E Outras Comidas" (1981)
- "...E Um Punhado De Bambas" (1982)
- "Producto Do Morro" (1983)
- "E Esse Ai Que E O Homen"(1984)
- "Malandro Rife" (1985)
- "Alo Malandrem, Maloca O Flagrante" (1986)
- "Justica Social" (1987)
- "Violencia Gera Violencia" (1988)
- "Se Nao Fosse O Samba" ((1989)
- "Eu Nao Suo Santo" (1990)
- "Partideiro De Pesada" (1991)
- "Presidente Cao Cao" (1994)
- "Cocada Boa" (1994)
- "Contra O Verdadeiro Canalha" (1994)
- "Os Tres Malandros – In Concert" (Bezerra Da Silva/Dicro/Moreira Da Silva)(1995)
- "Meu Samba E Duro Na Queda" (1996)
- "Provando E Comprovando Sua Versatilidade" (1998)
- "Eu To De Pe" (1998)
- "Ao Vivo" (1999)
- "Focus: O Essencial De Bezerra Da Silva" (1999)
- "Malandro E Malandro E Mane A Mane" (2000)
- "Perolas" (2000)
- "O Partido Alto Do Samba" (2004)